# Бадолато Марина (Катанцаро)
Бадолато Марина је насеље у Италији у округу Катанцаро, региону Калабрија.
Према процени из 2011. у насељу је живело 2490 становника. Насеље се налази на надморској висини од 19 м.